# Castle Rock Entertainment
Castle Rock Entertainment es un estudio independiente de cine y televisión fundado en 1987, por Martin Shafer, el director Rob Reiner, Andy Scheinman, Glenn Padnick y Alan Horn como director de entretenimiento, como socio estratégico de Columbia Pictures.
Reiner nombró la compañía con el nombre de una ciudad ficticia de la novela de Stephen King The Dead Zone, tras el éxito del filme Stand by Me, que se basaba en otra novela de King. El primer filme realizado por este estudio fue When Harry Met Sally..., que fue coproducido por Nelson Entertainment. Columbia tuvo los derechos de distribución de las películas de Castle Rock hasta 1999.
En 1994, Castle Rock fue adquirida por Turner Broadcasting System, que fue fusionada en Time Warner (ahora WarnerMedia). En 1999 Warner Bros. y Universal adquieren los derechos de distribución con The Green Mile (distribución doméstica de WB, y Universal distribución extranjera).

## Producciones
Abajo se listan algunas de sus principales producciones:
- El cazador de sueños
- Striptease
- Murder by Numbers
- The Majestic
- The Shawshank Redemption
- Misery
- Miss Congeniality
- The Green Mile
- The Polar Express
- Fracture